# Aegean Steam Navigation Company
Die Aegean Steam Navigation Company P. M. Kourtzis & Co. (griechisch Ατμοπλοϊα Αιγαίου) war eine osmanische Reederei. Sie wurde 1883 von Panos Kourtzis gegründet und hatte ihren Sitz in Istanbul. Der Bankier Georgios Zarifis, der seit 1880 ein Patent zum Betreiben von Dampfschiffen am Goldenen Horn besaß, war mit 30 % an dem Unternehmen beteiligt.
Zur größten Blüte verfügte die Gesellschaft über 12 Passagierdampfer von 250 bis 3000 t. Sie waren nach Hafenstädten und Inseln benannt: Panormos, Kreta, Chios, Mytilini, Smyrna, Trabzon, Marseille, Brăila, Odessa, Iraklea, Kardif und Neapel. Die Dampfer verkehrten zwischen Istanbul und Zielen im Mittelmeer und im Schwarzen Meer. Sie transportierten Passagiere, Waren und Post. Für den Transport der Postsendungen erhielten sie keine Bezahlung. Im Gegenzug erhielt man jedoch einen Preisnachlass bei der Hafengebühr.
Routen:
- Istanbul – Smyrna – Ägäische Inseln – Kreta
- Istanbul – Thessaloniki – Volos
- Istanbul – Lesbos – Chios
- Istanbul – Warna – Galați

ab Mitte 1887:
- Istanbul – Ereğli – Kozlu – İnebolu – Samsun – Trabzon – Giresun – Altınordu – Fatsa – Ünye – Samsun – Sinop – İnebolu – Koslu – Istanbul

ab Ende des 19. Jahrhunderts:
- Istanbul – Triest

Um Unabhängigkeit vom Kohlepreis zu erlangen, kaufte Panos Kourtzis Steinkohleminen in Kozlu, Zonguldak und Karadeniz Ereğli. Außerdem ließ er in Istanbul eine Werft errichten, in der die Schiffe gewartet und repariert werden konnten. Später übernahm die Bank von Mytilini die Aegean Steam Navigation Company. 1897 während des Türkisch-Griechischen Kriegs fuhr das Unternehmen Verluste ein. 1911 im Zuge des Insolvenzverfahrens der Bank von Mytilini wurde die Aegean Steam Navigation Company aufgelöst.